# Henry Gibson
Henry Gibson (ur. 21 września 1935 w Filadelfii, zm. 14 września 2009 w Malibu) – amerykański aktor, komik i poeta.

## Życiorys
Urodził się w Germantown, okolicy w Filadelfii w stanie Pensylwania w rodzinie katolickiej. Był szóstym z siedmiorga dzieci Dorothy (z domu Cassidy) i Edmunda Albertsa Batemana. Miał trzy siostry: Mary Adele, Suzanne Louise i Anthony Gilbert. Wychował się w Filadelfii i zaczął występować w wieku około ośmiu lat w Mae Desmond Theatre Company. Uczęszczał do szkoły przygotowawczej św. Józefa, gdzie był prezesem koła teatralnego. Po ukończeniu Katolickiego Uniwersytetu Ameryki w Waszyngtonie, w latach 1957–1960 służył jako oficer wywiadu w United States Air Force w 66. Skrzydle Rozpoznania Taktycznego we Francji.
Na początku swojej kariery jako zawodowy artysta estradowy stworzył komedię, w której grał poetę z Fairhope w Alabamie. Przyjął pseudonim sceniczny Henry Gibson, który był tak samo brzmiącym zwrotem dla nazwiska słynnego norweskiego dramaturga Henrika Ibsena. Wiadomo również, że używał nazwiska Olsen Gibson. W 1963 trafił na Broadway grając Binkie-Pie w sztuce Lillian Hellman Moja mama, mój ojciec i ja.
Na ekranie zadebiutował w roli studenta kolegium Gibsona w komedii fantastycznonaukowej Jerry’ego Lewisa Zwariowany profesor (1963). Od 9 września 1967 do 1 listopada 1971 stał się częścią oryginalnej obsady programu NBC Rowan & Martin’s Laugh-In. Jego głównym zajęciem było trzymanie bukietu kwiatów i recytowanie ze śmiertelną powagą fragmentu niedorzecznej poezji. Cała jego poezja była napisana samodzielnie. Zagrał znaczące role w kilku filmach Roberta Altmana, w tym rolę piosenkarza muzyki country Havena Hamiltona w Nashville (1975), za którą otrzymał nominację do Złotego Globu. Wystąpił w roli przywódcy nazistów w Blues Brothers (1980) i nikczemnego sąsiada w komedii Joego Dante Na przedmieściach (1989). Użyczył głosu prosiakowi Wilburowi w animowanym klasyku dla dzieci Pajęczyna Charlotty (1973). W serialu ABC Orły z Bostonu (2004–2008) grał sędziego Clarka Browna.
6 kwietnia 1966 zawarł związek małżeński z Lois Joan Geiger, z którą miał trzech synów –  Charlesa, Jamesa i Jona. Zmarł w 2009 po walce z rakiem.

## Filmografia

### Film
- 1963: Zwariowany profesor jako Gibson, student kolegium
- 1964: Pocałuj mnie, głuptasie jako Smith
- 1968: Nasz cudowny samochodzik jako tancerz
- 1973: Długie pożegnanie jako dr Verringer
- 1973: Pajęczyna Charlotty jako Wilbur (głos)
- 1975: Nashville jako Haven Hamilton
- 1977: The Kentucky Fried Movie
- 1977: Ostatni film o Legii Cudzoziemskiej jako generał Pecheur
- 1979: Idealna para jako Fred Bott
- 1980: Zdrowie jako Bobby Hammer
- 1980: Blues Brothers jako przywódca nazistów
- 1986: Potwór w szafie jako dr Pennyworth
- 1987: Interkosmos jako pan Wormwood
- 1989: Na przedmieściach jako dr Werner Klopek
- 1990: Gremliny 2 jako pracownik zwolniony za palenie
- 1990: Ciotka Julia i skryba jako Big John Coot
- 1992: Tom i Jerry: Wielka ucieczka jako doktor Applecheek (głos)
- 1996: Matka noc jako Adolf Eichmann (głos)
- 1999: Magnolia jako Thurston Howell
- 2001: Irlandzkie szczęście (TV) jako Reilly O’Reilly
- 2005: Polowanie na druhny jako ojciec O’Neil
- 2007: Wielki Stach jako Shorts

### Seriale
- 1968: Ożeniłem się z czarownicą jako Napoleon
- 1970: Ożeniłem się z czarownicą jako Tim O’Shanter
- 1975: Wonder Woman jako Nicolas
- 1975: Sierżant Anderson jako Otto Otterman
- 1978: Wonder Woman jako Mariposa
- 1980: Diukowie Hazzardu jako Squirt
- 1982: Magnum jako Ronald Mills
- 1984: Smerfy – głos
- 1984: Niebezpieczne ujęcia jako Milton
- 1985: Wuzzle jako Trąbel (głos)
- 1986: Nieustraszony jako Donald Crane
- 1988: Napisała: Morderstwo jako Harold Banner
- 1989: W 80 dni dookoła świata jako konduktor pociągu
- 1990: MacGyver jako prowadzony przez klienta
- 1991: Eerie, Indiana jako pani Lodgepoole
- 1991: Miasteczko Evening Shade jako Bud
- 1991: MacGyver jako Pinky Burnette
- 1992: Opowieści z krypty jako Stanhope
- 1992: Napisała: Morderstwo jako Oliver Thissle
- 1993: Pełzaki jako fryzjer / doradca (głos)
- 1995: Santo Bugito jako Mothmeyer
- 1995: Świat pana trenera jako Ted Tilly
- 1995–97: Prawdziwe potwory jako burmistrz / mąż / Maurice (głos)
- 1996: Szaleję za tobą jako Henry Gibson
- 1996: Duckman – głos
- 1997: Opowieści z księgi cnót jako Prośba Dicka (głos)
- 1998: Star Trek: Stacja kosmiczna jako Nilva
- 1998: Maggie Winters jako recepcjonista hotelowy
- 1999: Powrót do Providence jako pan Berry
- 1999: Sunset Beach jako Wayne Landry
- 1999: Dzika rodzinka jako Rhino (głos)
- 1999: Pamięć absolutna 2070 jako Belasarius
- 1999: Hej Arnold! jako ojciec Patty (głos)
- 1999: Szał na Amandę jako pilot helikoptera
- 2000: Zdarzyło się jutro jako pan Quigley
- 1999–2004: Rocket Power jako Merv Stimpleton / młody Merv / reporter / mieszczanin (głos)
- 2002: Gwiezdne wrota jako Marul
- 2002: Agent w spódnicy jako dr Meelbow
- 2002: Czarodziejki jako Sandman
- 2003: Jak pan może, panie doktorze? jako zastępca ministra
- 2004: Stripperella jako Scrundle (głos)
- 2004: Zwariowany świat Malcolma jako Frank Ralston
- 2004–2007: Mroczne przygody Billy’ego i Mandy jako Lord Pain (głos)
- 2004–2008: Orły z Bostonu jako sędzia Clark Brown
- 2005: Batman jako Bagley (głos)
- 2005–2008: Bobby kontra wapniaki jako Bob Jenkins / Travis / Jenkins (głos)

## Dyskografia

### Albumy
- 1962: The Alligator and Other Poems[1], wyd. Liberty Records
- 1971: The Grass Menagerie[1], wyd. Epic Records

### Ścieżki dźwiękowe
- 1973: Pajęczyna Charlotty (utwory: I Can Talk, We’ve Got Lots In Common)
- 1975: Nashville (utwory:  For the Sake of the Children, Keep A-Goin', One, I Love You, 200 Years)
- 1992: Tom i Jerry: Wielka ucieczka (utwór: God’s Little Creatures)

## Nagrody i nominacje
| Rok  | Nagroda                                              | Kategoria                                                                   | Tytuł                            | Rezultat  |
| ---- | ---------------------------------------------------- | --------------------------------------------------------------------------- | -------------------------------- | --------- |
| 1970 | Złoty Glob                                           | Najlepszy aktor drugoplanowy w serialu, miniserialu lub filmie telewizyjnym | Rowan & Martin’s Laugh-In (1969) | Nominacja |
| 1975 | Złoty Glob                                           | Najlepszy aktor drugoplanowy                                                | Nashville (1975)                 | Nominacja |
| 1975 | Nagroda Grammy                                       | Najlepsza ścieżka dźwiękowa                                                 | Nashville (1975)                 | Nominacja |
| 1975 | Nagroda Narodowego Stowarzyszenia Krytyków Filmowych | Najlepszy aktor drugoplanowy                                                | Nashville (1975)                 | Wygrana   |
| 1975 | Stowarzyszenie Nowojorskich Krytyków Filmowych       | Najlepszy aktor drugoplanowy                                                | Nashville (1975)                 | Nominacja |